# Настольный теннис на Универсиадах
Соревнования по настольному теннису проводятся на летних Универсиадах начиная с 2001 года (за исключением летних Универсиад 2003 и 2005 годов). Настольный теннис входит в основную программу летних Универсиад (турнир должен быть в программе каждой Универсиады). Разыгрываются семь комплектов наград: у мужчин и женщин по отдельности — одиночный разряд, парный разряд и командное первенство; также проводятся соревнования смешанных (мужчина и женщина) пар (смешанный парный разряд).

## Призёры соревнований

### Мужчины

#### Одиночный разряд
| Год  | Золото            | Серебро         | Бронза                          |
| ---- | ----------------- | --------------- | ------------------------------- |
| 2001 | Ван Лицинь        | Chuan Chin-yuan | Yong Zhang Liu Guozheng         |
| 2007 | Gao Xin           | Hou Yingchao    | Chuang Chih-yuan Wang Xi        |
| 2009 | Chiang Hung-chieh | Hidetoshi Oya   | Oleksandr Didukh Адриен Маттене |
| 2011 | Сюй Синь          | Янь Ань         | Фан Бо Кендзи Мацудайра         |
| 2013 | Liu Yi            | Shang Kun       | Chen Chien-an Коки Нива         |
| 2015 | Masataka Morizono | Yuya Oshima     | Ли Сан Су Liu Yi                |
| 2017 | Masataka Morizono | Chen Chien-an   | Pak Sin-hyok Alexandre Robinot  |
| 2019 | Ю Циян            | Чжао Цихао      | Чжу Линфен Саади Исмаилов       |

#### Парный разряд
| Год  | Золото                                               | Серебро                                        | Бронза                                                                                           |
| ---- | ---------------------------------------------------- | ---------------------------------------------- | ------------------------------------------------------------------------------------------------ |
| 2001 | Китай · Liu Guozheng · Young Zang                    | Республика Корея · Чу Се Хёк · Park Sang-joon  | Китайский Тайбэй · Chiang Peng-lung · Chang Yen-shu · Япония · Koji Sansa · Shinnosuke Kiho      |
| 2007 | Китайский Тайбэй Chuang Chih-yuan Chang Yen-shu      | Китайский Тайбэй Chiang Hung-chieh Wu Chih-chi | Китай · Hou Yingchao · Wang Xi · Япония · Ryusuke Sakamoto · Hidetoshi Oya                       |
| 2009 | Китай · Cui Qinglei · Li Yang                        | Франция · Emmanuel Lebesson · Адриен Маттене   | Сербия · Marko Jevtović · Žolt Pete · Япония · Hidetoshi Oya · Yuichi Yokoyama                   |
| 2011 | Китай · Сюй Синь · Янь Ань                           | Китайский Тайбэй Ван Ицзэ Чэнь Цзяньань        | Китай · Шан Кунь · Фан Бо · Япония · Дзин Уэда · Кэндзи Мацудайра                                |
| 2013 | Китайский Тайбэй Chiang Hung-chieh Huang Sheng-sheng | Россия · Viacheslav Burov · Mikhail Paykov     | Франция · Thomas Le Breton · Romain Lorentz · Россия · Александр Шибаев · Кирилл Скачков         |
| 2015 | Китайский Тайбэй Chiang Hung-chieh Huang Sheng-sheng | Япония · Masataka Morizono · Yuya Oshima       | Китай · Chen Xin · Liu Yi · Республика Корея · Jeoung Young-sik · Kim Min-seok                   |
| 2017 | Япония · Masataka Morizono · Yuya Oshima             | Республика Корея · Чан У Джин · Lim Jong-hoon  | Китайский Тайбэй Chen Chien-an Chiang Hung-chieh Китайский Тайбэй Lee Chia-sheng Liao Cheng-ting |
| 2019 | Китай · Ю Циян · Чжао Цихао                          | Китай · Кон Линсюан · Чжу Линфен               | Япония · Фумия Игараси · Асука Сакаи · Япония · Юсуке Садамацу · Юма Цубой                       |

#### Командное первенство
| Год  | Золото | Серебро          | Бронза                              |
| ---- | ------ | ---------------- | ----------------------------------- |
| 2001 | Китай  | Китайский Тайбэй | Республика Корея · Египет           |
| 2007 | Китай  | Китайский Тайбэй | Германия · Япония                   |
| 2009 | Китай  | Франция          | Германия · Япония                   |
| 2011 | Китай  | Япония           | Китайский Тайбэй · Франция          |
| 2013 | Китай  | Япония           | Россия · Китайский Тайбэй           |
| 2015 | Китай  | Япония           | Китайский Тайбэй · Франция          |
| 2017 | Китай  | Япония           | Китайский Тайбэй · Республика Корея |
| 2019 | Китай  | Китайский Тайбэй | Германия · Япония                   |

### Женщины

#### Одиночный разряд
| Год  | Золото       | Серебро        | Бронза                          |
| ---- | ------------ | -------------- | ------------------------------- |
| 2001 | Tie Ya Na    | Ню Цзяньфэн    | Чжан Инин Ю Джи Хе              |
| 2007 | Rao Jingwen  | Liu Juan       | Haruna Fukuoka Nanthana Komwong |
| 2009 | Tang Liying  | Yuri Yamanashi | Huang Yi-hua Moemi Terui        |
| 2011 | Жао Цзинвэнь | Фань Ин        | Ма Юфэй Сюн Синьюнь             |
| 2013 | Che Xiaoxi   | Zheng Shichang | Ma Yuefei Yuka Ishigaki         |
| 2015 | Che Xiaoxi   | Jiang Yue      | Bernadette Szőcs Yang Ha-eun    |
| 2017 | Чон Джи Хи   | Чжэн Ицзин     | Ким Сон И Bernadette Szőcs      |
| 2019 | Ван Иди      | Чжан Руи       | Фан Сиги Гуо Янь                |

#### Парный разряд
| Год  | Золото                                   | Серебро                                 | Бронза                                                                                      |
| ---- | ---------------------------------------- | --------------------------------------- | ------------------------------------------------------------------------------------------- |
| 2001 | Китай · Ню Цзяньфэн · Чжан Инин          | Республика Корея · Ю Джи Хе · Ким Му Гё | КНДР · Ko Un-Gyong · Ryom Won-Ok · Беларусь · Вероника Павлович · Виктория Павлович         |
| 2007 | Китай · Liu Juan · Rao Jingwen           | Япония · Haruna Fukuoka · Yuko Watanabe | Германия · Nadine Bollmeier · Irene Ivancan · Китайский Тайбэй · Huang Yi-hua · Lu Yun-feng |
| 2009 | Китай · Cai Shanshan · Dai Ningyang      | Китай · Liu Juan · Ma Yuefei            | Республика Корея · Kim So Ri · Seo Hyo Young · Япония · Moemi Terui · Yuri Yamanashi        |
| 2011 | Китай · Ма Юфэй · Жао Цзинвэнь           | Китай · Сюн Синьюнь · Тан Лиин          | Чехия · Ивета Ваценовская · Хадачова, Дана · Республика Корея · Чи Минхён · Мун Мира        |
| 2013 | Китайский Тайбэй Lee I-chen Lin Chia-hui | Китай · Che Xiaoxi · Jiang Yue          | Япония · Yuka Shigaki · Riyo Nemoto · Россия · Яна Носкова · Elena Troshneva                |
| 2015 | Китай · Che Xiaoxi · Jiang Yue           | Китайский Тайбэй Чжэн Ицзин Lee I-chen  | Республика Корея · Чон Джи Хи · Yang Ha-eun · Япония · Eriko Kitaoka · Yuki Shoji           |
| 2017 | Япония · Ayami Narumoto · Rei Yamamoto   | КНДР · Cha Hyo-sim · Kim Nam-hae        | Япония · Minami Ando · Rika Suzuki · Республика Корея · Чон Джи Хи · Lee Eun-hye            |
| 2019 | Китай · Фан Сиги · Ван Иди               | Китай · Гуо Янь · Чжан Руи              | Япония · Минами Андо · Асука Сасао · Россия · Валерия Щербатых · Яна Носкова                |

#### Командное первенство
| Год  | Золото           | Серебро          | Бронза                     |
| ---- | ---------------- | ---------------- | -------------------------- |
| 2001 | Китай            | Республика Корея | Япония · КНДР              |
| 2007 | Китай            | Япония           | Франция · Республика Корея |
| 2009 | Китай            | Россия           | Франция · Япония           |
| 2011 | Китай            | Япония           | Китайский Тайбэй · Румыния |
| 2013 | Япония           | Китайский Тайбэй | Китай · Россия             |
| 2015 | Китай            | Китайский Тайбэй | Япония · Республика Корея  |
| 2017 | Республика Корея | Япония           | Китайский Тайбэй · Китай   |
| 2019 | Китай            | Япония           | Франция · Россия           |

### Смешанный парный разряд
| Год  | Золото                                          | Серебро                                        | Бронза                                                                                  |
| ---- | ----------------------------------------------- | ---------------------------------------------- | --------------------------------------------------------------------------------------- |
| 2001 | Китай · Ван Лицинь · Tie Ya Na                  | Республика Корея · Park Sang-joon · Ю Джи Хе   | Китай · Liu Guozheng · Ню Цзяньфэн · Китайский Тайбэй · Chen Chi-tan · Chiang Peng-lung |
| 2007 | Китай · Rao Jingwen · Lin Chen                  | Китай · Liu Juan · Zhan Jian                   | Китай · Cai Shanshan · Gao Xin · Китайский Тайбэй · Chen Chi-tan · Chiang Peng-lung     |
| 2009 | Китайский Тайбэй Chiang Hung-chieh Huang Yi-hua | Китайский Тайбэй Wu Chih-Chi Lu Yun-feng       | Япония · Kenji Matsudaira · Yuri Yamanashi · Испания · Jesus Cantero · Sara Ramírez     |
| 2011 | Китай · Шан Кунь · Жао Цзинвэнь                 | Япония · Кэнтаро Миути · Юка Исигаки           | Китайский Тайбэй · Хуан Шэншэн · Хуан Ихуа · Республика Корея · Ли Джэхун · Ким Сори    |
| 2013 | Япония · Hiromitsu Kasahara · Rika Suzuki       | Япония · Коки Нива · Misato Niwa               | Россия · Antonina Savelyeva · Александр Шибаев · Китай · Ma Yuefei · Xia Yizheng        |
| 2015 | Республика Корея · Kim Min-seok · Чон Джи Хи    | Китайский Тайбэй Chiang Hung-chieh Chen Szu-yu | Китайский Тайбэй · Chen Chien-an · Чжэн Ицзин · Россия · Taras Merzlikin · Яна Носкова  |
| 2017 | Республика Корея · Чан У Джин · Чон Джи Хи      | Япония · Kazuhiro Yoshimura · Minami Ando      | Китайский Тайбэй · Liao Cheng-ting · Chen Szu-yu · КНДР · Pak Sin-hyok · Kim Nam-hae    |
| 2019 | Китай · Ю Циян · Ван Иди                        | Китай · Чжао Цихао · Фан Сиги                  | Китайский Тайбэй · Ляо Чен Тин · Су Пей Лин · Россия · Саади Исмаилов · Яна Носкова     |

## Медальный зачёт
суммарно медали для страны во всех видах соревнований
| Место           | Страна           | Золото | Серебро | Бронза | Всего |
| --------------- | ---------------- | ------ | ------- | ------ | ----- |
| 1               | Китай            | 40     | 17      | 20     | 77    |
| 2               | Япония           | 6      | 16      | 25     | 47    |
| 3               | Китайский Тайбэй | 6      | 13      | 19     | 38    |
| 4               | Республика Корея | 4      | 5       | 13     | 22    |
| 5               | Россия           | 0      | 2       | 10     | 12    |
| 6               | Франция          | 0      | 2       | 8      | 10    |
| 7               | КНДР             | 0      | 1       | 5      | 6     |
| 8               | Германия         | 0      | 0       | 4      | 4     |
| 9               | Румыния          | 0      | 0       | 3      | 3     |
| 10              | Беларусь         | 0      | 0       | 1      | 1     |
| 10              | Египет           | 0      | 0       | 1      | 1     |
| 10              | Испания          | 0      | 0       | 1      | 1     |
| 10              | Сербия           | 0      | 0       | 1      | 1     |
| 10              | Таиланд          | 0      | 0       | 1      | 1     |
| 10              | Украина          | 0      | 0       | 1      | 1     |
| 10              | Чехия            | 0      | 0       | 1      | 1     |
| Всего стран: 16 | Всего стран: 16  | 56     | 56      | 114    | 226   |